# Aldo Ballo
Aldo Ballo (Sciacca, 13 gennaio 1928 – Milano, 14 aprile 1994) è stato un fotografo italiano.

## Biografia
Aldo Ballo nasce a Sciacca, Agrigento, nel 1928. All'età di 12 anni lascia la Sicilia con la famiglia per trasferirsi a Milano. 
Si iscrive alla facoltà di architettura, incontra la giovane Marirosa Toscani nel palazzo di piazza XXV Aprile a Milano, dove abita sua sorella.
Marirosa è la figlia di Fedele Toscani, reporter storico del Corriere della Sera e proprietario dell'agenzia Rotofoto. Marirosa è poco più che maggiorenne ma già lavora alla Rotofoto. Il padre è in sanatorio e lei deve sostituirlo nel lavoro fotografico ed in agenzia. Aldo e Marirosa si mettono insieme ed Aldo lascia gli studi di architettura al terzo anno e inizia a lavorare alla Rotofoto, è il 1951.
Nel 1953 Aldo e Marirosa lasciano la Rotofoto, si sposano ed aprono lo studio Ballo+Ballo in via Settembrini a Brera.
Aldo non ha molti soldi e non può scegliere i lavori, così fotografa di tutto, dal teatro al reportage. Poco a poco grazie ad amici architetti e compagni di scuola come Gae Aulenti e Bruno Munari arrivano i primi lavori di design e pubblicità: Bassetti, Barilla, La Rinascente e Agip.
Lo studio si trasferisce prima in via Santa Croce ma è ancora troppo piccolo, i mobili possono essere fotografati solo col grandangolo ed il gommone della Pirelli da fotografare proprio non c'entra. Lo studio è anche casa e a sera la sala di posa diventa camera da letto. 
Il lavoro inizia ad andare bene ed i Ballo si spostano definitivamente in via Tristano Calco. Lo studio di via Calco diventa la meta preferita di designer internazionali: Zanuso, Enzo Mari, Magistretti, Castiglioni, Albini, Sottsass, Sapper. I Ballo si specializzano in immagini di oggetti industriali di design. Gli oggetti e gli arredamenti vengono fotografati rigidamente su limbo bianco, rompendo la tradizione che voleva fondi colorati. Il limbo bianco e le immagini pulite e raffinate diventano la firma dello studio e con gli anni anche l'immagine del design italiano d'autore. Ballo segue dagli anni sessanta le più importanti aziende che producono oggetti di design: Olivetti, Pirelli, Cassina, Driade, Artemide, Zanotta, B&B, FLOS, Arflex, FontanaArte, Guzzini. Al lavoro industriale e pubblicitario, Aldo affianca la collaborazione con le più importanti riviste di interni ed architettura: Abitare, Ottagono, Stile ed Industria, House & Garden. Un caso a parte è Casa Vogue: il lavoro della rivista, fondata da Isa Tutino Vercelloni nel 1968, si fonde perfettamente con quello di Ballo, che collabora a quasi tutte le uscite, realizzando anche buona parte delle copertine. 
Ballo trasferisce nella fotografia di interni lo stesso rigore della foto in studio. L'illuminazione è quella ambiente con solo una luce fotografica non diretta come schiarita. Il banco ottico o la fotocamera è situato al centro dell'ambiente in asse o nell'angolo seguendo la sua bisettrice, gli accessori sono pochi ed essenziali. Casa Vogue cessa le pubblicazioni del 1993, Aldo Ballo muore nel 1994.

## La scuola
Lo studio di Aldo Ballo oltre ad essere stato il cuore pulsante del design italiano dell’ultima parte del secolo scorso è stato anche una scuola di mestiere nel senso rinascimentale della parola. Molti dei più importanti fotografi di architettura e di interni sono passati per le sue mura: Bitetto e Chimenti, Studio Azzurro, Occhio Magico. 
L'educazione tecnica ed artistica di un giovane assistente segue una prassi consolidata: il primo anno lavora come fattorino, consegna foto, regge luci e sposta mobili. Poi un anno in camera oscura ad imparare sviluppo, stampa e sensitometria, quindi di nuovo in studio per un anno come secondo assistente con un contatto maggiore con il lavoro vero di scatto, quindi al quarto anno diventa primo assistente con la responsabilità del set e dell’illuminazione. Nel libro Ballo+Ballo. Il linguaggio dell'oggetto molti assistenti, diventati a loro volta fotografi, raccontano quanto lavorare a contatto con Aldo e Marirosa Ballo ha significato per loro. Anche quando i ragazzi lasciano lo studio per seguire la loro carriera, la porta é sempre aperta per un aiuto un consiglio o una referenza.
Nel 1979 Nell'ambito della manifestazione Venezia 79, realizzata in collaborazione con l'Unesco, Aldo Ballo tiene un corso di fotografia di interni.

## Altre notizie
Aldo Ballo è fratello di Guido Ballo, critico d'arte, docente e poeta.
Nel 1972 Aldo Ballo partecipa nelle vesti di testimonial, ai caroselli pubblicitari dell'azienda di abiti da uomo Facis. Assieme a Ballo nei filmati appaiono il cognato Oliviero Toscani, Sergio Libis ed Alfa Castaldi.

## Opere
- Milano Dell'Età Spagnola, Automobile Club Italia, 1960.
- Il Gargano, Rizzoli, Automobile Club Italia, 1961.
- Perugia, Automobile Club Italia, 1962.
- Torino Barocca, Rizzoli, Automobile Club Italia, 1965.
- Posta per gli amici con Guido Ballo, Cavallino, 1966.
- Styles of living, the best of Casa Vogue, Rizzoli, New York, 1985.
- Fotografia Design. L'immagine Alessi, Silvana, 2002
- Giovanna Calvenzi e Salvatore Gregorietti (a cura di), Ballo+Ballo. Il linguaggio dell'oggetto attraverso le fotografie di Aldo Ballo e Marirosa Toscani Ballo, Silvana Editoriale, 2009, ISBN 978-88-366-1353-3.

## Mostre
- The new domestic landscape, MoMa, New York, 1972[11]
- Ballo+Ballo, Pac – Padiglione d'arte contemporanea, Milano, 2009[12][13][14]
- Zoom, Italian Design and the photography of Aldo and Marirosa Ballo, Vitra Museum, Weil am Rhein, 2011[15]